# Kaiteriteri
Kaiteriteri – miasto w Nowej Zelandii, na Wyspie Południowej, w regionie Tasman.